# 9920 Bagnulo
A 9920 Bagnulo (ideiglenes jelöléssel (9920) 1981 EZ10) a Naprendszer kisbolygóövében található aszteroida. Schelte J. Bus fedezte fel 1981. március 1-jén.